# Tigre (Marañón)
Tigre je rijeka u Peruu, pritok rijeke Marañón, zapadno od rijeke Nanay. Nastaje sutokom ekvadorskih rijeka Cunambo i Pintoyacu na granici s Peruom. Kao i Nanay, teče u potpunosti na ravnicama. Ušće joj je 68 km zapadno od spoja rijeke Ucayali s Marañonom. Nastavljajući se zapadno od Tigre, uz rijeku Marañón, tu su rijeke Parinari, Chambira i Nucuray, sve kratke nizinske struje, po karakteru nalikuju Nanayu. Tigre je španjolski za "tigar" narodno ime u regiji za Jaguar.
Plovna je 125 km od njezina ušća u Marañón. 